# Lærke Nolsøe
Lærke Nolsøe Pedersen, née le 19 février 1996 à Aalborg, est une handballeuse internationale danoise évoluant au poste d'ailière gauche. 

## Biographie
Lærke Nolsøe commence sa carrière dans le club danois de Team Tvis Holstebro. Avec Holstebro, l'ailière remporte la coupe EHF 2015, puis, l'année suivante, la coupe des vainqueurs de coupe 2016. 
À l'été 2016, elle s'engage avec le Nykøbing Falster HK. Avec Nykøbing Falster, elle remporte le championnat du Danemark en 2017 et la coupe du Danemark en 2018.
En 2019, elle est élue meilleure ailière gauche du championnat du Danemark.

## Palmarès

### En club
compétitions internationales
- vainqueur de la coupe EHF en 2015 (avec Team Tvis Holstebro)
- vainqueur de la coupe d'Europe des vainqueurs de coupe en 2016 (avec Team Tvis Holstebro)

compétitions nationales
- championne du Danemark en 2017 (avec Nykøbing Falster HK)
- vainqueur de la coupe du Danemark en 2019 (avec Nykøbing Falster Håndboldklub)

### En sélection
Championnats du monde
- troisième du championnat du monde 2021

Championnats d'Europe
- 8e place du championnat d'Europe 2018

Autres
- vainqueur du championnat du monde junior en 2016
- vainqueur du championnat d'Europe junior en 2015[5]
- troisième du championnat du monde jeunes en 2014[6]
- troisième du championnat d'Europe jeunes en 2013[7]

### Distinctions individuelles
- élue meilleure ailière gauche du championnat du monde junior 2016[8]
- élue meilleure ailière gauche du championnat du Danemark en 2019[4]